# جزیره تارو
جزیره تارو (به لاتین: Taro Island) یک جزیره و زیستگاه انسانی در جزایر سلیمان است که در استان چویسئول واقع شده‌است.

## خصوصیات
جزیره تارو ۰٫۴۴ کیلومترمربع مساحت و ۵۰۷ نفر جمعیت دارد و ۲۵ متر بالاتر از سطح دریا واقع شده‌است.